# Peo Larsson (ishockey)
Peo Larsson, född 17 november 1949, är en sportchef och före detta tränare och spelare i ishockey. Larsson var mellan mars 2008 och april 2010 verksam som sportchef i Malmö Redhawks.
Efter avslutad spelarkarriär med Bolidens FFI övergick Larsson till tränaruppdrag. Efter att ha varit tränare för Skellefteå AIK i Division I under mitten av 1990-talet fick han en tjänst som juniortränare för Malmö IF. Under en turbulent säsong i Malmö 1996 fick tränaren Christer Abrahamsson lämna laget och Larsson plockades upp som huvudansvarig för A-laget och ledde laget till en åttonde plats. 
Säsongen efter kvarstod den oerfarne Larsson som tränare i hårdsatsande stjärnspäckade Malmö vilket ifrågasattes av många. Under säsongen fick dock Larsson gå efter att Malmös starke man Percy Nilsson lyckats kontraktera den kanadensiske stjärntränaren Barry Smith som varit assisterande tränare i Detroit Red Wings.
Nästa säsong kontrakterades Larsson av Timrå IK som inlett en satsning mot elitserien. Larsson lyckades tillsammans med sin assisterande tränare Kent Nubben Norberg ta Timrå till eliten på tre säsonger och vann Kvalserien 2000. Första året i Elitserien gjorde Timrå en stark insats som nykomlingar och slutade på en nionde plats med god marginal ner till kvalspel. Larsson fick mycket beröm och utsågs till Årets Coach. Säsongen efter gick det betydligt sämre och det stod tidigt klart att Timrå skulle få kvala. Norberg, som nu övergått till rollen som sportchef, sparkade Larsson och ersatte denne med Lars Molin.
Larsson valde att flytta hem till Skellefteå och verka i Skellefteå AIK igen. Efter flera besvikelser när Skellefteå var mycket nära att gå upp i elitserien kunde Larsson äntligen i rollen som sportchef se laget gå hela vägen 2006 och bli klara för högsta serien efter femton års frånvaro. Den 14 mars 2008 tillkännagav Larsson att han erbjudits och accepterat en tjänst som sportchef i Malmö Redhawks och lämnade med omedelbar verkan sin tjänst hos Skellefteå AIK.